# Dermaleipa brunneipicta
Dermaleipa brunneipicta är en fjärilsart som beskrevs av Embrik Strand 1914. Dermaleipa brunneipicta ingår i släktet Dermaleipa och familjen nattflyn. Inga underarter finns listade i Catalogue of Life.